# Френсис, Джеймс
Джеймс Френсис (англ. James Bicheno Francis, 18 сентября 1815 года, Саут-Ли, Оксфордшир, Великобритания, — 18 сентября 1892 года, Лоуэлл, США) — американский гидротехник и изобретатель. Предложил в 1847 году конструкцию лопастной гидравлической турбины с наружным подводом воды к рабочему колесу. Ее совершенствование привело к созданию современных радиально-осевых турбин большой мощности, они нередко называются турбинами Френсиса.

## Биография
Родился в Англии. Трудовую деятельность начал в 14 лет как подмастерье у своего отца на железной дороге. Работал также на заводе в южном Уэльсе. В 18 лет решил эмигрировать в США. Переселился в Стонингтон, что теперь в округе Нью-Лондона штата Коннектикут. Работал помощником железнодорожного инженера Джорджа Вашингтона Уистлера на железной дороге Нью-Йорк — Нью-Хейвен (англ. New York and New Haven Railroad). Через год Френсис вместе со своим боссом переехал в город Лоуэлл штата Массачусетс для работы в компании «Каналы и шлюзы» (англ. Proprietors of Locks and Canals), где он в возрасте 19 лет начал работать чертежником, а его босс стал главным инженером.
Через несколько лет босс Фрэнсиса Джордж Уистлер отправился в Российскую империю для строительства дороги. Перед отъездом Уистлер назначил Фрэнсиса главным инженером компании и продал ему свой дом на Вортен-стрит (Worthen street). Того же 1837 года Френсис женился на Саре Браунель (англ. Sarah W. Brownell).
Как главный инженер и руководитель компании Фрэнсис был ответственен за совершенствования системы каналов и шлюзов на реке Мерримак в Лоуэлле (англ. Lowell Power Canal System and Pawtucket Gateho). Вода каналов использовалась заводами в Лоуэлле и каналы в то время эксплуатировались на пределе своего потенциала. Работа Френсиса позволила повысить эксплуатационные характеристики системы каналов и тем самым способствовать дальнейшему развитию промышленности в городе Лоуэлл.
В период работы над совершенствованием системы каналов в Лоуэлле Френсис выполнял также заказы на гидротехнические работы и в других частях страны. Когда возникла потребность в улучшении водоснабжения города Нью-Йорка, Фрэнсис был консультантом на строительстве дамбы на реке Кротон (англ. New Croton Dam), что впадает в Гудзон недалеко от Нью-Йорка. Он также консультировал на строительстве плотины на водопаде Сейнт-Энтони (англ. Saint Anthony Falls) на реке Миссисипи в Миннеаполисе, штат Миннесота.
В Лоуэлле изобретатель Уриа Бойден (англ. Uriah A. Boyden) продемонстрировал изобретенный им вариант водяного колеса (турбину Бойдена). Френсис решил усовершенствовать разработку Бойдена. Над совершенствованием они работали вместе. В 1847 году Фрэнсис предложил конструкцию лопастной гидравлической турбины с внешним подводом воды к рабочему колесу. Турбина Френсиса оказалась гораздо эффективнее турбины Бойдена. Результаты своих исследований Фрэнсис изложил в книге «Гидравлические эксперименты в Лоуэлле», которая была издана в 1855 году.

## Система пожаротушения
В 1845 году Джеймс Френсис разработал первые спринклерные системы когда-либо разработанные в Соединенных Штатах. Однако любое использование системы приведет к затоплению всей структуры и всего ее содержимого. Только в 1875 году Генри Пармели изобрел разбрызгиватель, который мог активировать только одну головку (устройства) за раз.

## Турбины
Джеймс также увлекся и возился с конструкциями турбин после того, как Урия А. Бойден впервые продемонстрировал свою турбину «Бойдена» в Лоуэлле. Два инженера работали над усовершенствованием устройства. В 1848 году Фрэнсис и Бойден успешно усовершенствовали турбину так, что сейчас она известно как «турбина Фрэнсиса».
В 1855 году Фрэнсис опубликовал эти результаты в журнал «Гидравлические эксперименты Лоуэлла».

## Борьба с наводнениями
В 1850 году Джеймс приказал построить великие ворота через канал Потакет, чтобы защитить мельницы в центре города от любых разрушительных наводнений. Этот проект быстро стал известен как «Безумие Фрэнсиса». Никто не верил, что он сработает, не говоря уже о том, что когда-либо сможет понадобиться. Но в 1852 году ворота спасли город Лоуэлл от разрушительных наводнений.
Однако повреждение деревянных ворот в результате поджога в 1970-х годах и сложный метод их падения (путем разрыва большого звена цепи) побудили город в 2006 году использовать более современную переборку из стальных балок вместо них. За усилия Джеймса по спасению от наводнений, Город Лоуэлл наградил мистера Френсиса массивным серебряным кувшином и подносом.
В 1886 году Джеймс Френсис объединился с двумя другими инженерами-строителями: Элиот Кларк и Клеменс Гершель. Они опубликовали свои выводы в документе «Предотвращение наводнений в долине Стоуни-Брук», где излагается система предотвращения наводнений для города Бостон. В ходе интенсивного исследования были изучены районы Форест-Хиллз , Гайд-парк , Франклин-парк и Рослиндейл, которые раннее подвергались наводнению.

## Произведения
- James B. Francis. Lowell Hydraulic Experiments. — 1868.